# سفارت اتریش در کیشیناو
سفارت اتریش در کیشیناو (به لاتین: Embassy of Austria) یک منطقهٔ مسکونی و نمایندگی سیاسی این کشور در مولداوی است که در کیشیناو واقع شده‌است.